# 9. zračnoprevozna divizija (ZDA)
9. zračnoprevozna divizija (izvirno angleško 9th Airborne Division) je bila fantomska zračnoprevozna divizija Kopenske vojske ZDA.

## Zgodovina
Divizija je bila ustanovljena v sklopu operacije Fortitude.